# Simon Beaufoy
Simon Beaufoy (* 1966 in Keighley, Großbritannien) ist ein britischer Drehbuchautor, der durch Danny Boyles Spielfilm Slumdog Millionär aus dem Jahr 2008 bekannt wurde, zu dem er das Drehbuch schrieb. Beaufoy erhielt dafür einen Oscar für das beste adaptierte Drehbuch.

## Leben
Er absolvierte das Arts Institute in Bournemouth.
Eine weitere Oscar-Nominierung brachte Beaufoy 2011 die erneute Zusammenarbeit mit Boyle an dem Spielfilm 127 Hours ein. Das Drama erzählt die Geschichte des Bergsteigers Aron Ralston (gespielt von James Franco), der 2003 bei einer Canyon-Wanderung in Utah verunglückte und nur durch die Selbstamputation seines rechten Arms überlebte. 2012 schrieb er das Drehbuch zum Fantasyfilm Die Tribute von Panem – Catching Fire, der Fortsetzung von Die Tribute von Panem – The Hunger Games.

## Filmografie
- 1995: Yellow
- 1997: Ganz oder gar nicht (The Full Monty)
- 1998: Among Giants
- 1998: Closer
- 1999: The Darkest Light
- 2001: Über kurz oder lang (Blow Dry)
- 2003: This is Not a Love Song
- 2004: Yasmin
- 2008: Miss Pettigrews großer Tag (Miss Pettigrew Lives for a Day)
- 2008: Burn Up (Mini-Serie)
- 2008: Slumdog Millionär (Slumdog Millionaire)
- 2010: 127 Hours
- 2011: Lachsfischen im Jemen (Salmon Fishing in the Yemen)
- 2013: Die Tribute von Panem – Catching Fire (The Hunger Games: Catching Fire)
- 2015: Everest
- 2017: Battle of the Sexes – Gegen jede Regel (Battle of the Sexes)
- 2018: Der Nussknacker und die vier Reiche (The Nutcracker and the Four Realms)

## Auszeichnungen
- Oscar für das beste adaptierte Drehbuch für Slumdog Millionär
- Golden Globe für das beste Drehbuch für Slumdog Millionär
- BAFTA Award für das beste adaptierte Drehbuch für Slumdog Millionär